# هیرویوکی اندو
هیرویوکی اندو (انگلیسی: Hiroyuki Endo؛ زادهٔ ۱۶ دسامبر ۱۹۸۶) بدمینتون‌باز اهل ژاپن است.